# Scott Pladel
Scott F. Pladel (* 25. November 1962 in Albany, New York) ist ein ehemaliger US-amerikanischer Bobsportler.
Pladel war an der Highschool und beim Besuch der Northeastern University im Dreisprung aktiv. Auf Grund seiner sportlichen Leistungen wurde er 1985 ins US-Bobteam berufen. Mit diesem nahm er an den Olympischen Winterspielen 1988 im kanadischen Calgary teil. Im Viererbob belegte er mit seinen Teamkollegen Brian Shimer, Jim Herberich und Matt Roy den 16. Platz. Seine sportliche Karriere beendete er 1992. Anschließend kehrte er an die Northeastern University zurück und erlange einen Abschluss als Arztassistent. Im Fachbereich Orthopädie und Sportmedizin arbeitete er an verschiedenen Kliniken in Massachusetts.